# Pomnik Fryderyka Chopina w Wieliczce

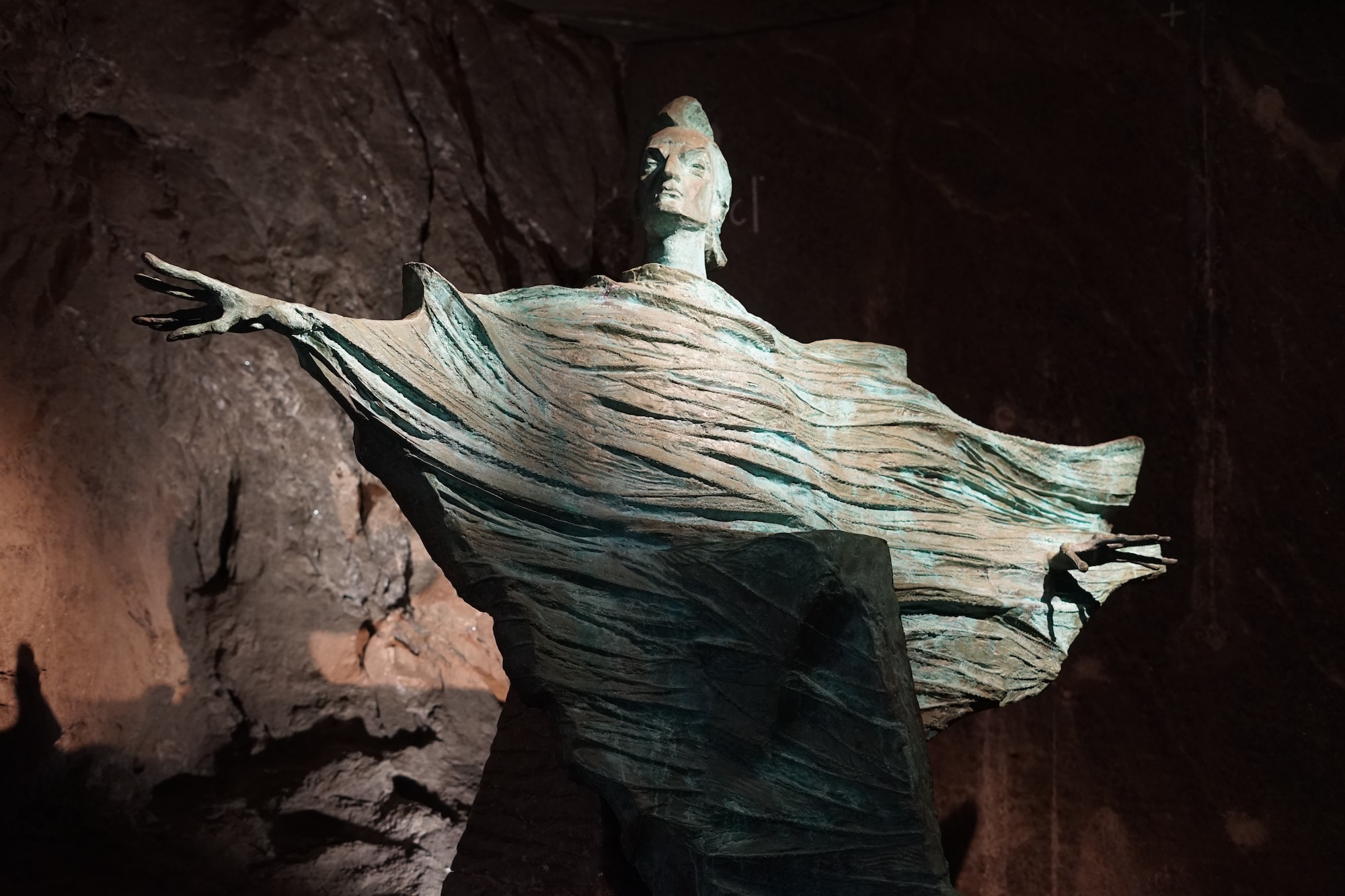
Pomnik Fryderyka Chopina w Wieliczce

Pomnik Fryderyka Chopina w Wieliczce – pomnik polskiego kompozytora i pianisty Fryderyka Chopina, znajdujący się w komorze Maria Teresa w Kopalni Soli w Wieliczce, stanowiącej część stałej wystawy pt. Turystyka w kopalni wielickiej w Muzeum Żup Krakowskich Wieliczka. Autorem wykonanej z brązu rzeźby jest Bronisław Chromy. Obelisk ustawiony został na fundamencie z soli. Pomnik upamiętnia wizytę Fryderyka Chopina w Kopalni Soli w Wieliczce z dnia 24 lipca 1829 roku.  
Odsłonięcie pomnika odbyło się 9 października 2010 roku i stanowiło część obchodów Roku Chopinowskiego. Wydarzeniu towarzyszyły wystawy poświęcone kompozytorowi. Pierwsza z nich, Chopin w Krakowie i osobiste po nim pamiątki, odbyła się w Collegium Maius w Krakowie, natomiast druga, Kopalnia wielicka w epoce Chopina, miała miejsce w Muzeum Żup Krakowskich Wieliczka. Obie wystawy prezentowały księgę gości z wpisem Chopina oraz eksponaty ilustrujące wygląd kopalni z czasów wizyty kompozytora.

## Wizyta Chopina w Wieliczce
W lipcu 1829 roku, podczas swojej podróży do Wiednia, Fryderyk Chopin odwiedził również Kraków i Wieliczkę. Młody, niespełna dziewiętnastoletni kompozytor spędził w Małopolsce tydzień, a 24 lipca 1829 roku, wraz z grupą przyjaciół, zwiedził Kopalnię Soli w Wieliczce. Wśród jego towarzyszy znajdowali się Romuald Hube, Żegota Maciejowski, Przemysław Brandt i Mieczysław Potocki. Z wizyty kompozytora zachował się oryginalny wpis w księdze zwiedzających, znanej Księgą Obcych (Fremden Buch angefangen dem 3 Julii 1828 und beendet den 15 September 1840), która przechowywana jest w Archiwum Muzeum Żup Krakowskich Wieliczka.